# Lumada
Lumada（ルマーダ）は日立製作所のHitachi Insight Groupが開発するIoTプラットフォームである。ITやOT（制御・運用技術）、生成AI、メタバース、Web 3.0などを組み合わせたシステムであり、デジタルツインの構築やDXの支援、ビッグデータの収集・分析、ソサエティー5.0実現の推進などに活用されている。
Lumadaという名称は「Illuminate」と「Data」を組み合わせたものである。「お客さまのデータに光をあて、輝かせることで、新たな知見を引き出し、お客さまの経営課題の解決や事業の成長に貢献していく」という思いが込められている。

## 概要

### 特徴
日立グループが製造業、エネルギー、交通、金融、公共で培ったOTとデジタル技術とITシステムを活用し、デジタルエンジニアリング、システムインテグレーション、コネクテッドプロダクト、マネージドサービスなどのサービスを提供する。
サービスはトヨタ自動車、アマダ、サントリー食品などが導入している。

### 開発
開発は米国を中心に行っており、日立製作所はカリフォルニア州サンタクララに、日立製作所 サービス&プラットフォームビジネスユニットのCEOである小島啓二執行役専務をリーダーとしたHitachi Insight Groupを新設した。

## パートナー
2020年11月からは社会価値・環境価値・経済価値およびQoLの向上に寄与するイノベーションの協創を目的としたパートナー制度「Lumada Alliance Program」の展開を行っており、2024年9月時点で日本国外からインテル、IBM、マイクロソフト、オラクル、シスコシステムズ、日本国内からはNTTドコモ、ソニー、富士フイルム、沖電気工業、KDDI、東京エレクトロン デバイス、三菱UFJ銀行など70社が参加している。

## アプリケーション
Lumada Intelligent Mobility Management
スマートモビリティの統合ソリューションであり、AMT Genovaは本アプリケーションを使用し、公共交通とカーシェアなどの都市全体の交通網をデジタルで接続した。

## 競合製品
- FIELD system（ファナック）
- SPINEX（東芝）